# Okonek
Okonek (niem. Ratzebuhr in Pommern) – miasto w województwie wielkopolskim, w powiecie złotowskim, położone na Pojezierzu Południowopomorskim, nad rzeką Czarną. Siedziba gminy miejsko-wiejskiej Okonek. Według danych z 30 czerwca 2016 r. miasto liczyło 3983 mieszkańców.

## Położenie
Okonek leży w północnej części województwa wielkopolskiego, w powiecie złotowskim. Okonek leży przy drodze krajowej nr 11 (relacji Bytom – Koszalin) i linii kolejowej (Piła Główna – Ustka), ze stacją kolejową. W bliskim sąsiedztwie Okonka przebiega trasa nr 22 relacji Elbląg – Gorzów Wielkopolski.
Pod względem historycznym Okonek leży na Pomorzu Zachodnim.
Okonek leży na wschodnim krańcu Pojezierza Szczecineckiego. Przez miasto przepływa rzeka Czarna, dopływ Gwdy. Ok. 0,5 km na północ od zabudowy miejskiej znajduje się Tecławska Góra.
Według danych z 1 stycznia 2012 r. powierzchnia miasta wynosiła 6,01 km².
W latach 1975–1998 miasto administracyjnie należało do woj. pilskiego, a w latach 1950–1975, do województwa koszalińskiego.

## Historia
Do XVI w. były to tereny rzadko zaludnione, władcy Pomorza Zachodniego organizowali tu polowania. Pierwsza wzmianka pochodzi z 1620. Będąc jedynym zachodniopomorskim punktem celnym na szlaku handlowym z Gdańska i Królewca do Niemiec, osada stopniowo nabrała miejskiego charakteru. Okonek otrzymał prawa miejskie w 1754, wkrótce nastąpił rozwój sukiennictwa. Podczas wojny siedmioletniej miasto zostało zniszczone przez wojska rosyjskie, ale dość szybko je odbudowano. Pod koniec XVIII w. produkowano tu sukno zbywane na terenie Wielkopolski. Pod koniec XIX w. na skutek zamknięcia dotychczasowych rynków zbytu przemysł sukienniczy upadł. Podczas II wojny światowej zabudowa zniszczona w ok. 35%.

## Demografia
- Piramida wieku mieszkańców Okonka w 2014 roku[1].

## Gospodarka
Okonek jest lokalnym ośrodkiem usługowo-handlowym i niewielkim ośrodkiem przemysłowym. Największym zakładem jest Zakład Naprawczy Mechanizacji Rolnictwa posiadający 45-letnie doświadczenie w produkcji urządzeń do mechanizacji hodowli m.in. mieszalników pasz, rozdrabniaczy do zbóż, dmuchaw, kontenerów. Innymi większymi zakładami są Gminna Spółdzielnia „Samopomoc Chłopska”, Zakład Gospodarki Komunalnej i Mieszkaniowej, Nadleśnictwo Okonek. W mieście istnieje poczta, posterunek policji, szkoła podstawowa, przedszkole miejskie, wiele punktów usługowych, sklepów, apteki, agencji PKO BP i filia spółdzielczego Banku Ludowego w Złotowie.

## Kultura
W Okonku istnieje Okoneckie Centrum Kultury. W jego strukturach istnieje także Miejska i Gminna Biblioteka Publiczna z filiami w Lotyniu, Lędyczku, Pniewie. Co roku w czerwcu odbywa się impreza pod nazwą Dni Okonka. „Prewencja na wesoło” organizowana jest przez Komendę Powiatową Policji w Złotowie, Urząd Miasta i Gminy w Okonku oraz Miejsko–Gminną Komisję Rozwiązywania Problemów Alkoholowych, a uczestniczą w niej uczniowie szkół podstawowych.

## Sport
Okonek może poszczycić się obecnością kilku klubów sportowych:
- Międzyzakładowy Ludowy Klub Sportowy "Włókniarz” – działają w nim cztery sekcje piłkarskie (trampkarze młodsi, trampkarze starsi, juniorzy, seniorzy)
- Uczniowski Klub Biegacza „Maratończyk”
- Uczniowski Klub Sportowy „Lider” w Okonku
- Klub „Żacy” przy SP w Okonku

Miasto posiada rozbudowaną bazę sportową, istnieje Stadion Miejski, boisko sportowe „Orlik” oraz hala sportowa im. Jerzego Szmajdzińskiego, otwarta w 2010 roku. Cykliczna imprezą sportową w Okonku jest Półmaraton Lipcowy pod hasłem „Życie to ruch – ruch to życie” który organizują Urząd Miasta i Gminy oraz Uczniowski Klub Biegacza „Maratończyk”.

## Turystyka i zabytki
Okonek położony wśród lasów i jezior jest miastem, gdzie można wypocząć aktywnie. W okolicach miasta istnieją jeziora: Bąk, Leśne, Kacko, i Zimne. Większość jezior jest udostępniona dla wędkarzy. Dużą atrakcją jest też przepływająca przez teren gminy rzeka Gwda, która 3,5 km za miejscowością Podgaje tworzy Zbiornik Wodny Grudna.
Z zabytków w mieście wyróżnić można:
- Ratusz – obecnie siedziba Urzędu Miasta i Gminy,
- Poewangelicki kościół w Okonku (neogotycki wybudowany w 1854 r. pod niespotykanym wezwaniem Matki Bożej od Wykupu Niewolników),
- Zabudowa ul. Niepodległości,
- Wieża Tecława – stoi ona na szczycie Tecławskiej Góry. Dawniej widokowa a obecnie obserwacyjna wieża została oddana do użytku w 1912 roku i poświęcona była Bismarckowi.

Wybrane zabytki miasta
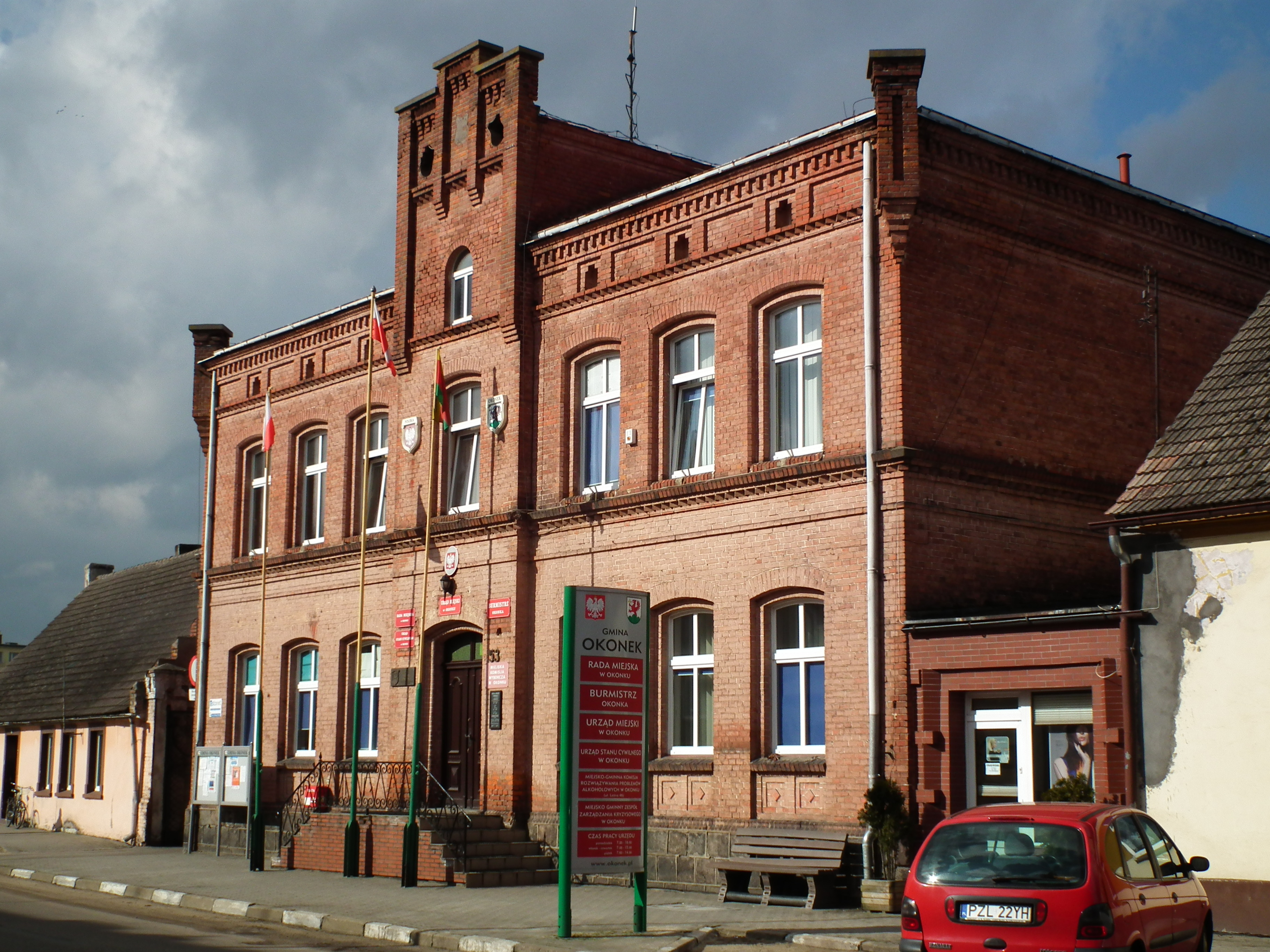
Ratusz
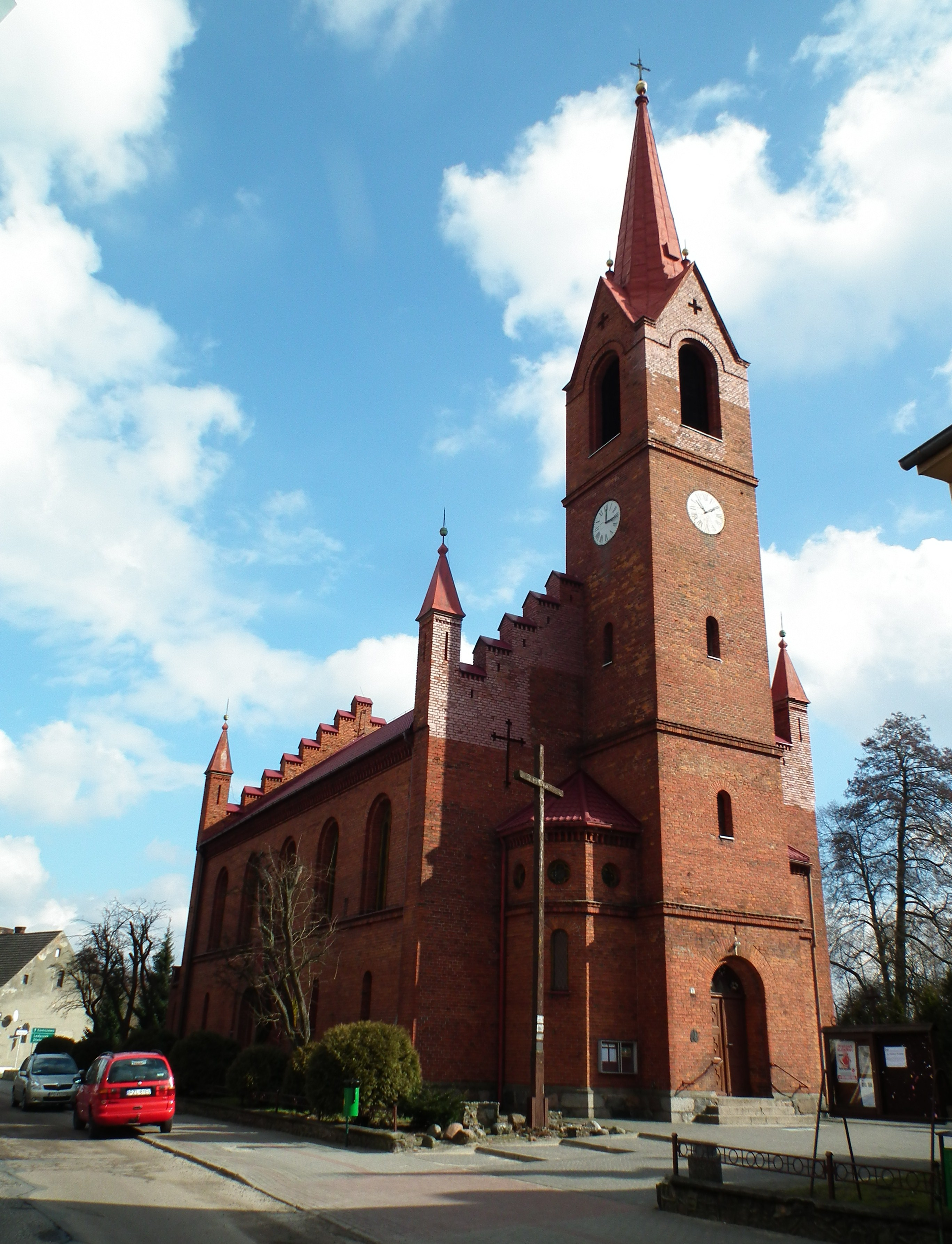
Kościół MB od Wykupu Niewolników
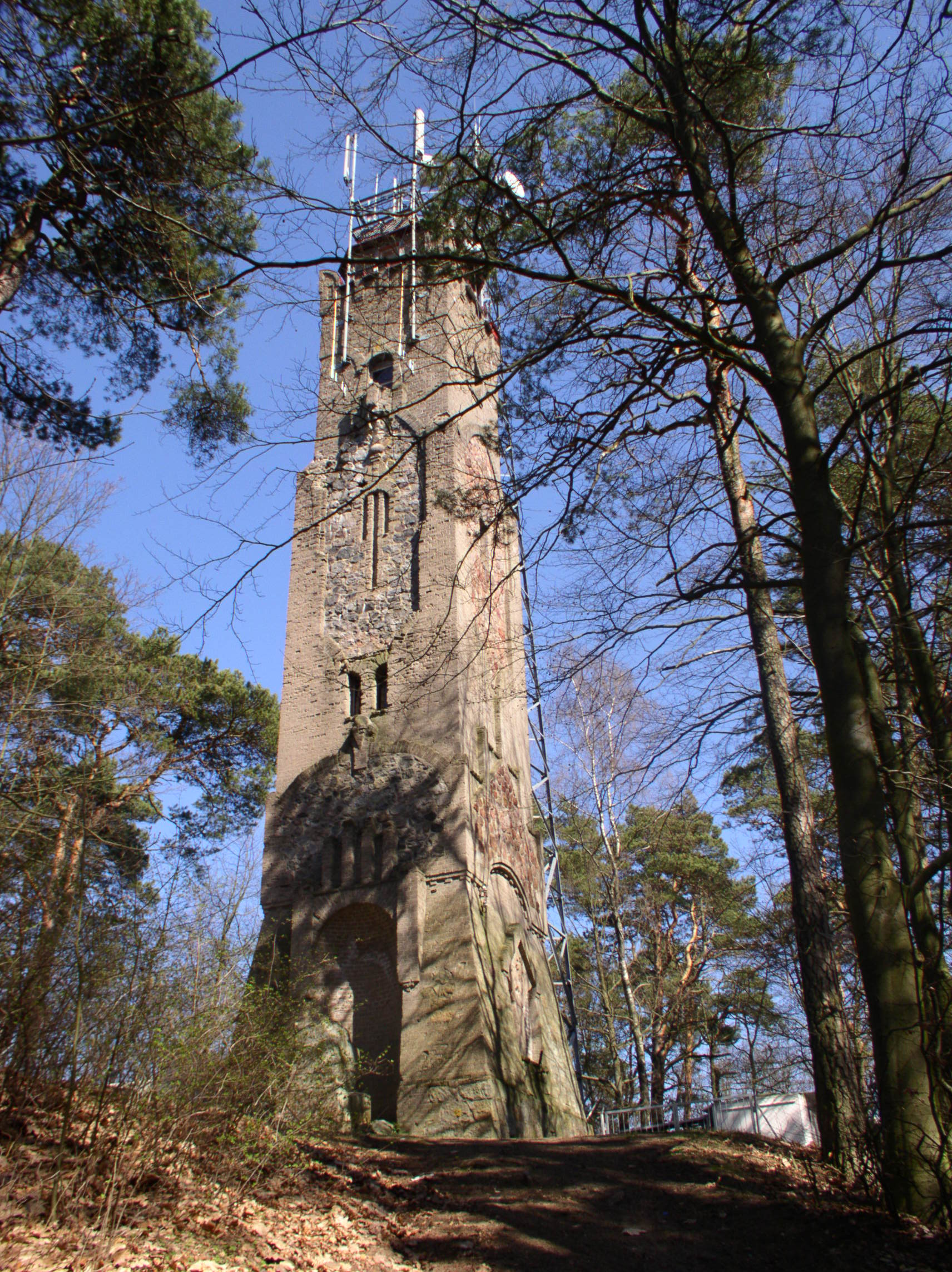
Wieża Tecława

## Współpraca międzynarodowa
Miasta i gminy partnerskie:  Stockelsdorf